# Friluftstaden

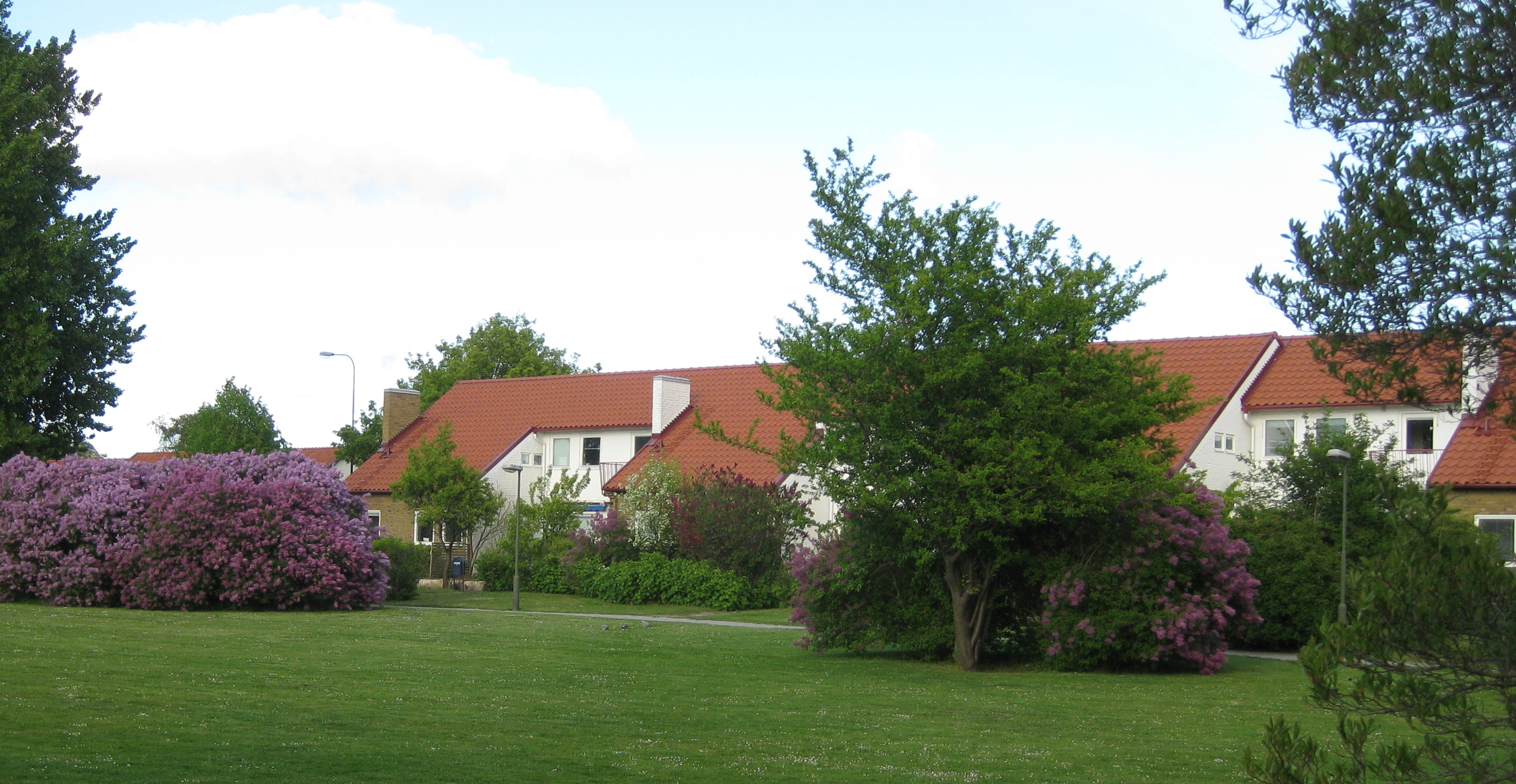
Friluftstaden

Friluftstaden är ett radhusområde som uppfördes åren 1942–1948 av byggmästare Eric Sigfrid Persson tillsammans med bland andra Erik Bülow-Hübe. Det ligger på bägge sidor om Köpenhamnsvägen i västra Malmö och kan därmed räknas till Fridhem i norr och Västervång i söder.
En första del av området invigdes 1944 med boutställningen Vi bo i Friluftstaden.